# La Collancelle
La Collancelle és un municipi francès, situat al departament del Nièvre i a la regió de Borgonya - Franc Comtat. L'any 2007 tenia 169 habitants.

## Demografia

### Població
El 2007 la població de fet de La Collancelle era de 169 persones. Hi havia 80 famílies, de les quals 20 eren unipersonals (16 homes vivint sols i 4 dones vivint soles), 36 parelles sense fills i 24 parelles amb fills.
La població ha evolucionat segons el següent gràfic:
Habitants censats

### Habitatges
El 2007 hi havia 175 habitatges, 75 eren l'habitatge principal de la família, 76 eren segones residències i 24 estaven desocupats. 164 eren cases i 4 eren apartaments. Dels 75 habitatges principals, 61 estaven ocupats pels seus propietaris, 9 estaven llogats i ocupats pels llogaters i 5 estaven cedits a títol gratuït; 1 tenia una cambra, 4 en tenien dues, 10 en tenien tres, 19 en tenien quatre i 41 en tenien cinc o més. 58 habitatges disposaven pel capbaix d'una plaça de pàrquing. A 36 habitatges hi havia un automòbil i a 32 n'hi havia dos o més.

### Piràmide de població
La piràmide de població per edats i sexe el 2009 era:
| Homes | Edats   | Dones |
| ----- | ------- | ----- |
| 0     | 95 o +  | 0     |
| 0     | 90 a 94 | 0     |
| 4     | 85 a 89 | 0     |
| 0     | 80 a 84 | 4     |
| 4     | 75 a 79 | 4     |
| 4     | 70 a 74 | 8     |
| 4     | 65 a 69 | 0     |
| 16    | 60 a 64 | 8     |
| 0     | 55 a 59 | 4     |
| 8     | 50 a 54 | 4     |
| 8     | 45 a 49 | 12    |
| 8     | 40 a 44 | 0     |
| 0     | 35 a 39 | 4     |
| 8     | 30 a 34 | 4     |
| 4     | 25 a 29 | 4     |
| 8     | 20 a 24 | 4     |
| 4     | 15 a 19 | 4     |
| 0     | 10 a 14 | 0     |
| 4     | 5 a 9   | 8     |
| 0     | 0 a 4   | 12    |

## Economia
El 2007 la població en edat de treballar era de 101 persones, 63 eren actives i 38 eren inactives. De les 63 persones actives 61 estaven ocupades (34 homes i 27 dones) i 2 estaven aturades (1 home i 1dona). De les 38 persones inactives 20 estaven jubilades, 5 estaven estudiant i 13 estaven classificades com a «altres inactius».

### Ingressos
El 2009 a La Collancelle hi havia 79 unitats fiscals que integraven 187,5 persones, la mediana anual d'ingressos fiscals per persona era de 14.912 €.

### Activitats econòmiques
Dels 7 establiments que hi havia el 2007, 2 eren d'empreses de construcció, 3 d'empreses de comerç i reparació d'automòbils, 1 d'una empresa d'hostatgeria i restauració i 1 d'una empresa de serveis.
Dels 2 establiments de servei als particulars que hi havia el 2009, 1 era un paleta i 1 fusteria.
L'any 2000 a La Collancelle hi havia 13 explotacions agrícoles que ocupaven un total de 1.547 hectàrees.

## Poblacions més properes
El següent diagrama mostra les poblacions més properes.